# Société de Cernay
La Société de Cernay, également nommée Compagnie de Cernay, Société du marquis de Cernay ou Société de Raismes, est une compagnie minière du bassin minier du Nord-Pas-de-Calais qui a exploité la houille au milieu du XVIIIe siècle, durant quelques années. Son histoire est très liée à la Société Desandrouin-Taffin fondée notamment par Jean-Jacques Desandrouin et Pierre Taffin. Ces derniers entreprennent de creuser une fosse dans le hameau de Saint-Waast de Valenciennes, mais le chapitre de Saint-Géry s'y oppose, une discussion s'engage, avec une négociation à la clé, mais le chapitre profite d'une clause non respectée pour contracter avec Augustin-Marie Le Danois.
Ce dernier fonde la Société de Cernay le 23 septembre 1754, et obtient la concession de Raismes en décembre. Le marquis de Cernay entreprend ensuite deux puits, bientôt abandonnés à l'état d'avaleresses, puis la fosse de Raismes, dotée de deux puits. Le 1er septembre 1756 elle commence les travaux de la fosse Tinchon.
Entretemps, les rivaux usent de tous les moyens possibles et imaginables pour se quereller, ainsi que les voies judiciaires. Les procédés sont tellement inouïs dans le bassin minier qu'ils sont encore notables 250 ans plus tard. Augustin-Marie Le Danois va même jusqu'à accuser Jean-Jacques Desandrouin d'avoir fait ouvrir l'avaleresse de 1754 pour l'abandonner et laisser le puits se remplir d'eau dans le but de submerger et d'ennoyer les travaux de la fosse de Raismes.
Ces conflits cessent le 19 novembre 1757 lorsque les Sociétés de Cernay, Desandrouin-Taffin et Desandrouin-Cordier sont réunies dans le but de fonder la Compagnie des mines d'Anzin. La Société de Cernay n'a alors existé que pendant trois années.

## Historique

### Contexte
La réunion d'une partie du Hainaut à la France a laissé subsister les lois locales qui lui étaient propres, entre autres les chartes générales qui règlent la matière des mines, sauf les modifications que le nouveau gouvernement peut y apporter par la suite.

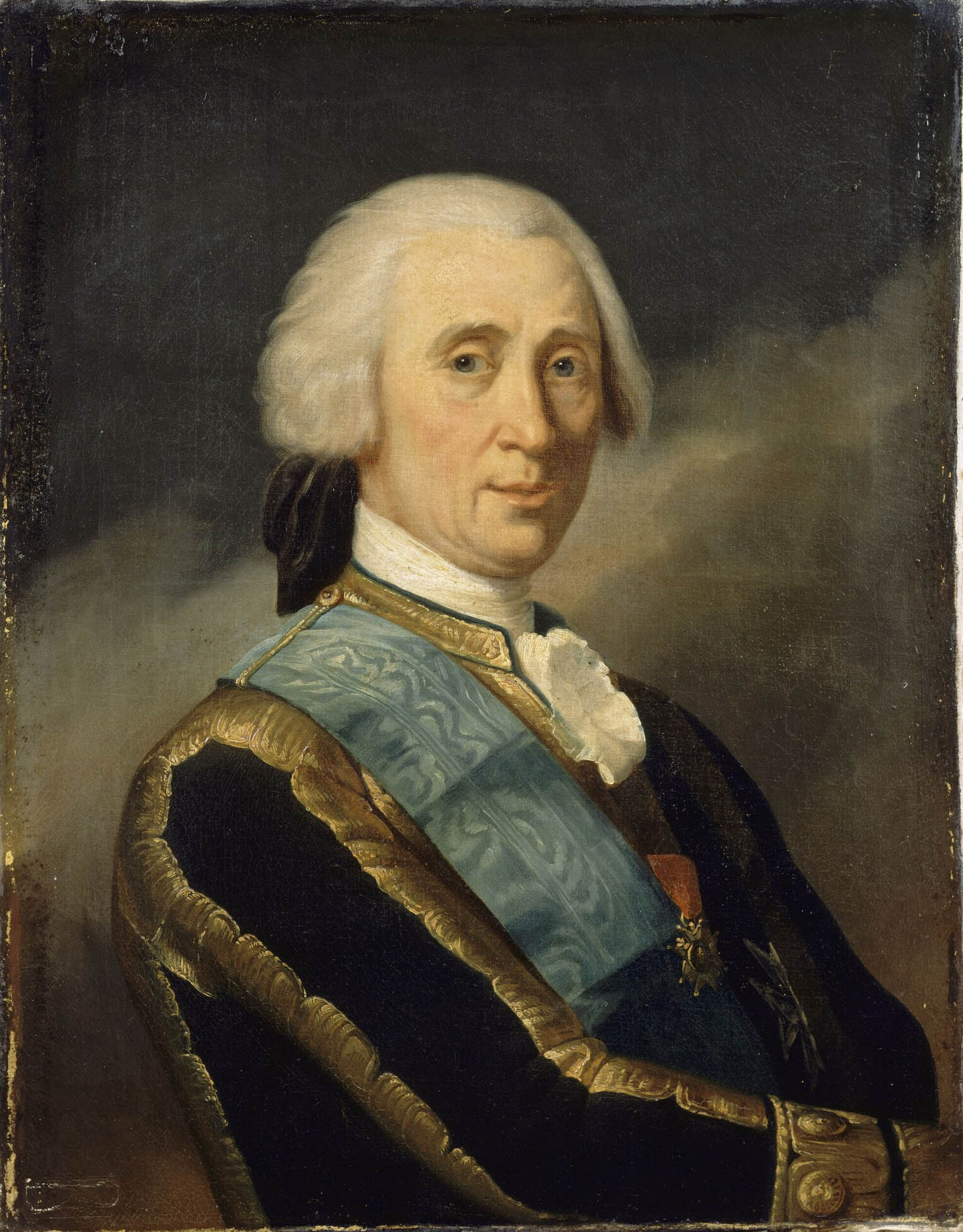
Emmanuel de Croÿ-Solre ne s'est intéressé aux recherches que lorsqu'elles ont été fructueuses.

Par les chartes, les seigneurs hauts-justiciers sont propriétaires des mines de houilles gisantes sous leurs hautes-justices, et en ont la libre disposition. Cependant, les arrêt de concession de la Société Desandrouin-Taffin ont voulu réduire ce doit, dans les limites des terrains concédés, à une indemnité à recevoir des concessionnaires, indemnité appelée entre-cent, semblable à celle payée, pour le même objet, aux seigneurs du Hainaut Impérial qui concèdent leurs mines.
D'un autre côté, le règlement du 14 janvier 1744, sur les mines de charbon, a défendu d'en ouvrir, à toutes personnes, même aux seigneurs hauts-justiciers, sans l'autorisation préalable du gouvernement. Ce règlement, publié en Hainaut, y est exutoire.
Tant que la Société Desandrouin-Taffin n'a eu que des risques à courir, son privilège ne lui a pas été contesté. Mais « son succès éveilla l'attention des seigneurs hauts-justiciers, qui, l'ayant laissée à elle-même dans les jours d'embarras et de souffrance, trouvaient commode de profiter de sa prospérité. Le prince Emmanuel de Croÿ-Solre fut le premier qui, comme seigneur de Fresnes, attaqua, en 1735, la concession faite à la Société Desandrouin-Taffin ». Le prince transige, moyennent deux mille livres par an, alors que les seigneurs de Valenciennes et d'Anzin ont traité de leurs droits, en se soumettant aux arrêts de concession, moyennent une rente de trois cents livres chacun.
Malgré le résultat de cette première contestation, la Société Desandrouin-Taffin se croit encore assurée de son privilège, surtout depuis le règlement de 1744. Elle ne reconnaît aux seigneurs hauts-justiciers d'autre droit que celui d'être indemnisés.
Aussi, la Société Desandrouin-Taffin n'a fait des arrangements qu'avec les quelques seigneurs des terres qu'elle exploite, ou fait des recherches ou veut en faire, et non avec les seigneurs de toutes les terres comprises dans son privilège. Elle a notamment négligé de traiter avec les seigneurs de Raismes et de Saint-Waast. Les conséquences en ont été négatives pour elle.

### Commencement des travaux sur Saint-Waast en 1752 et découverte de la houille en 1733
En 1752, la Société Desandrouin-Taffin, en suivant les veines qu'elle exploite sur Anzin, arrive sous la terre de Saint-Waast, dont le chapitre de la collégiale de Saint-Géry de Valenciennes est seigneur haut-justicier. Une première fosse y est commencée le 3 mars (la fosse du Bois) ; on en tire du charbon vers la fin de l'année suivante. La fosse a trente-neuf toises de profondeur jusqu'aux rochers ; l'on y fait cent-quatre toises de galerie au nord et cent-quatre-vingt au midi. Vers la fin de 1755, une seconde fosse, plus tard appelée Petite machine à feu, est sur le point d'être achevée, quand tous les travaux sont interrompus et arrêtés par autorité de justice.

### Discussion entre la Société Desandrouin-Taffin et le chapitre de Saint-Géry
En entrant sur la terre de Saint-Waast, la compagnie n'a pas d'autorisation préalable du chapitre de Saint-Géry. Celui-ci lui fait défense de continuer. La Compagnie offre cent écus d'indemnité annuelle, chiffre qu'elle dit être stipulé pour Fresnes et Anzin. Après des pourparlers, on le porte à 400 florins. Les conditions sont acceptées par les deux parties, le chapitre assemblé et en présence du notaire ; on donne même des arrhes. Mais une formalité ayant été négligée, le chapitre en profite pour se dédire, et traite de son droit seigneurial avec la Société de Cernay qui vient de se former, par acte du 23 septembre 1754, pour 20 ans, moyennant 1 600 livres par chaque année.

### Société de Cernay

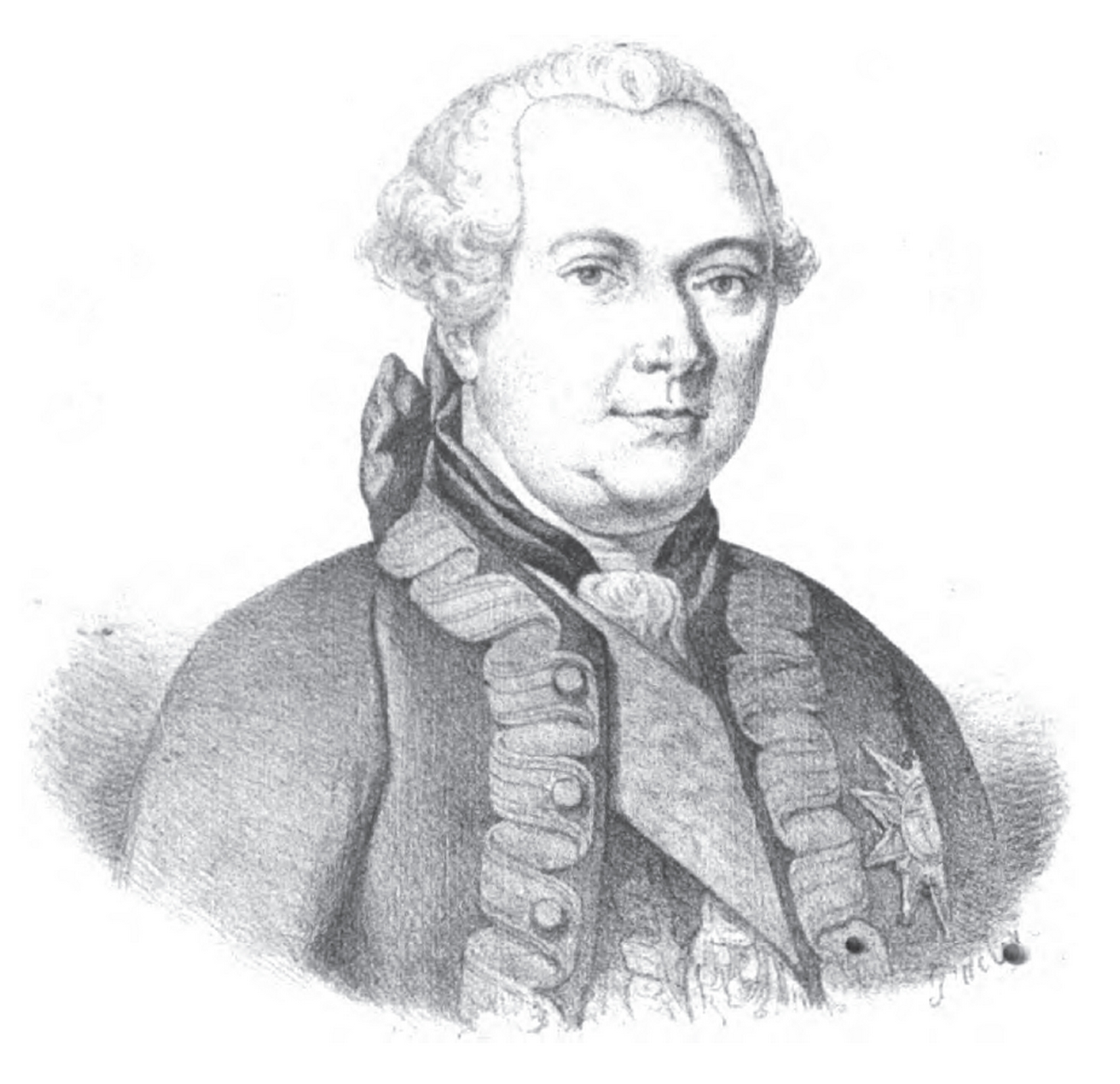
Augustin-Marie Le Danois, fondateur de la Société de Cernay.

La Compagnie de Cernay se compose d'Augustin-Marie Le Danois, marquis de Cernay, seigneur haut-husticier de la paroisse de Raismes, lieutenant-général des armées du roi ; de l'ingénieur Pierre-Joseph Laurent, dont le petit-fils est près d'un siècle plus tard l'un des régisseurs de la Compagnie des mines d'Anzin ; du sieur Ramsault de Raulcourt, ancien chevalier de Saint-Louis, ingénieur du roi ; du sieur Renault, directeur de la compagnie, maître de forges à Cousolre, en Hainaut, du sieur Lamoninary, réputé pour les belles porcelaines qui sortent de sa fabrique ; enfin, des sieurs Lelong, Benoist, Darlot, et de Ravenault.

### Premiers actes de la Société de Cernay en 1754
Le marquis de Cernay s'est adressé, en 1754, au contrôleur-général des finances, qui, par une lettre qu'il écrit à M. de Mauras, intendant du Hainaut, lui permet d'ouvrir des fosses sur la terre de Raismes, à condition qu'après un an, des commissaires puissent venir visiter les travaux pour en constater les résultats.

### Concession de Raismes
Pendant cette année 1754, le contrôleur-général devient garde des sceaux ; M. de Moras quitte son intendance et n'est remplacé qu'en avril 1755. Entretemps, le marquis de Cernay, après avoir ouvert un puits à l'extrémité de sa terre, présente une requête au roi, qu'il laisse, dit-on, dans l'ignorance des faits antérieurs. Dans cette requête, il avance « qu'il avait découvert, dans la paroisse de Raismes, une mine de charbon, et que, par les fouilles qu'il avait fait faire, il avait reconnu que le charbon qu'elle contenant était abondant et de bonne qualité ». D'après ses adversaires, c'est sur l'exposé de ces faits, faits qui n'ont pas été vérifiés, que, le 3 décembre 1754 il obtient le privilège exclusif d'extraire le charbon de la terre de Raismes, sans fixation de durée du privilège, et avec les exemptions accordées à Jean-Jacques Desandrouin jusqu'au 1er juillet 1760.
Cependant, Jean-Jacques Desandrouin affirme que le fait de la découverte est faux, ce qui est prouvé par un acte de notoriété qui atteste que la fosse n'en est encore, en janvier 1756, qu'au premier niveau des eaux, et par des mandements de janvier et mai 1756, qui font voir que le sieur Renault, directeur de cette compagnie, avait dû s'approvisionner de charbon à Anzin.

### Extension de la concession de Raismes en 1755
Jean-Jacques Desandrouin affirme encore que la Société de Cernay n'a pas l'intention d'extraire du charbon sur Raismes, et de profiter de sa prétendue découverte ; cela résulte, et de la position de sa fosse, et de son abandon presque immédiat, et aussi d'un second arrêt qu'obtient le marquis de Cernay, le 18 mars 1755, arrêt qui lui permet de s'étendre à une demi-lieue de la fosse de Raismes sur les seigneuries voisines, pour suivre sa découverte, à la condition toutefois « que le marquis de Cernay ne pourra extraire aucuns charbons des nouvelles fosses (celle de la demi-lieue) ni en faire aucun commerce en gros ni en détail, avant le mois de juillet 1760 », époque de l'expiration du privilège de la Société Desandrouin-Taffin.
Le marquis de Cernay, pour obtenir cet arrêt, a exposé qu'après avoir mis son exploitation en vigueur, les plus éclairés de ses ouvriers, après avoir travaillé l'espace de dix-huit mois, lui ont rapporté que les veines de Raismes les conduiraient sur quelques seigneuries voisines, sur lesquelles il est indispensable d'ouvrir des fosses, soit pour extraire le charbon, soit pour donner de l'air ; qu'autrement, les ouvrages commencés, et de la dépense se monterait à plus de 35 000 livres, seraient totalement inutiles.

### Travaux de la Société de Cernay entre 1754 et 1756

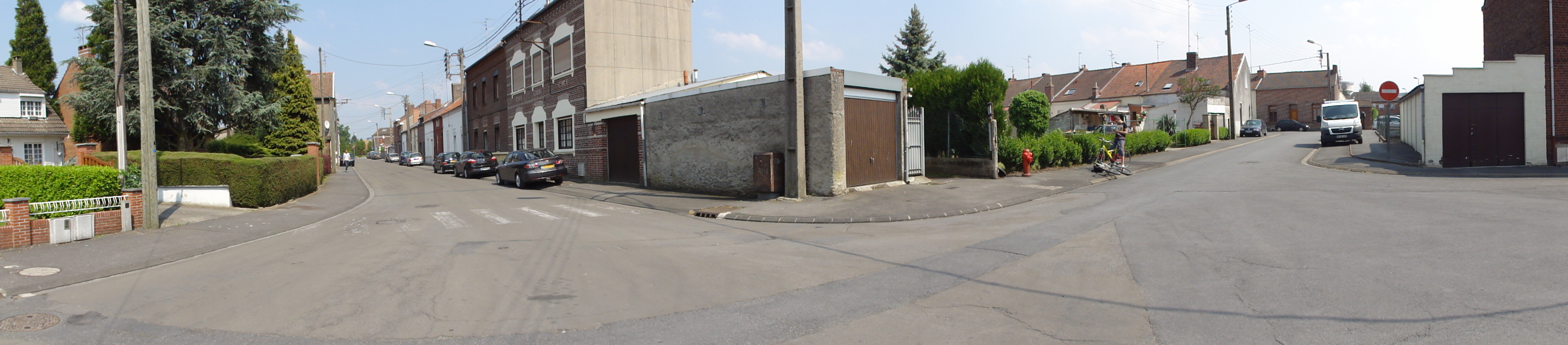
Le carreau de la fosse de Raismes en 2011.

En vertu de cet arrêt, et sous le prétexte des considérations détaillées précédemment, la Société de Cernay fait ouvrir deux fosses sur Anzin, le 13 juin 1755 et le 12 août suivant. La première, ouverte après celle de Raismes commencée l'année précédente, a été une des deux fosses de Raismes ou du marquis de Cernay, noms qui ont été donnés à ces deux puits, placés sur les limites des deux seigneuries. La seconde est abandonnée en 1756. La compagnie fait aussi ouvrir trois fosses sur Saint-Waast les 25 juin, 28 juin et 11 août 1755. La seconde est également abandonnée en 1756, la première n'a pas servi.
Le 1er septembre 1756, on dire du charbon de la troisième fosse, la fosse Tinchon, avec un éclat tout particulier. L'intendant, qui s'est transporté sur les lieux, a été reconduit à Valenciennes au son des instruments, et une voiture de charbon, escortée d'un grand nombre d'ouvriers, a été promenée triomphalement par la ville.

### État des travaux en 1756
La Société de Cernay a donc, en 1756, six fosses, à savoir une abandonnée sur les limites de Raismes et d'Anzin, et une en voie d'exécution ; une abandonnée sur Anzin ; et sur Saint-Waast, une prête à être mise en extraction, une en voie d'exécution, et une abandonnée. Au total, une fosse est prête à être mise en extraction, deux sont en voie d'exécution, et trois sont abandonnées.

### Position des deux compagnies
La fosse de Raismes, où rien n'a été découvert, ne peut suivre aucune veine sur Anzin, dans la direction des fosses qui y ont été faites ; encore moins sur Saint-Waast. Mais la terre de Raismes n'en est pas moins concédée au marquis de Cernay, et il n'en a pas moins l’autorisation d'extraire de la houille à une demi-lieue de la fosse de Raismes, sur les seigneuries voisines, à l'expiration du privilège de la Société Desandrouin-Taffin. Or, la fin de ce privilège est proche, et Jean-Jacques Desandrouin, aurait pu avoir le droit de faire annuler les concessions données au mépris de la sienne, mais son droit expirerait pendant le procès, et le marquis de Cernay est assez puissant pour empêcher le renouvèlement du privilège, au moins en ce qui le concerne.

### Lutte des deux compagnies
La Société Desandrouin-Taffin n'en engage pas moins courageusement la lutte. Mais la Société de Cernay a été maintenue dans toutes ses prétentions qu'elle élève en vertu de ses arrêts de concession et de son traité avec le seigneur de Saint-Waast, par huit jugements de l'intendance de Valenciennes, des 1er septembre, 18 novembre et 26 décembre 1755, 27 février, 21 mars, 20 juillet, 11 et 25 août 1756. Les trois premiers ont été rendus provisoirement exécutoires par arrêt du conseil du 20 janvier 1756.

### La Société Desandrouin-Taffin restreint ses prétentions
La Société Desandrouin-Taffin, désespérant sans doute alors du gain de son procès, présente une requête au roi pour obtenir une prorogation de privilège, « pour suivre jusqu'à la Scarpe les veines qu'elle a trouvé et qu'elle exploite » ; consentant « que Sa Majesté disposât, dès à présent, de toutes les terres situées au midi et au nord des terroirs où sont les exploitations, conformément à la direction de la ligne tirée au plan général, avec la faculté à ceux qui obtiendront des concessions, de vendre, même dès à présent, tout le charbon qui en proviendra ».

### Points de droit soulevés
Cependant, l'affaire se poursuit au Conseil d'État. La Société Desandrouin-Taffin fournit un mémoire daté du 24 novembre 1756, signé Jean-Jacques Desandrouin, et appuyé de l'avis d'un avocat, Dupoujet. Elle soutient avec raison que depuis le règlement de 1744, nul ne peut ouvrir une mine dans le Hainaut sans l'autorisation du roi, mais à tort que les seigneurs hauts-justiciers ont perdu tout droit de propriété sur les mines, et que la banlieue de Valenciennes n'est pas soumise aux chartes générales du Hainaut. La Société de Cernay réplique par deux mémoires imprimées en 1757, signés Ponchel, avocat. Elle prouve que les chartes générales du Hainaut sont applicables à la banlieue de Valenciennes ; mais, pour essayer d'établir que le règlement de 1744 n'est pas en vigueur dans le Hainaut, elle a recours à des citations d'auteurs si peu compétents sur ce point, que plusieurs d'entre eux étaient morts avant l'arrêt ; pour soutenir cette thèse, elle a été réduite à affirmer, contrairement à la vérité, que l'arrêt de 1744 n'avait pas été publié dans la province.
La question est de savoir si le droit qu'a le seigneur à la propriété de la mine, en vertu des chartes du Hainaut, a été anéanti par le règlement de 1744, ou si ce droit subsiste, de telle sorte qu'il faille, pour exploiter, obtenir à la fois et la permission du gouvernement et le consentement du seigneur. Les jugements de l'intendant, déférés au Conseil d'État, impliquent cette dernière interprétation ; ils ont, en effet, respecté le droit du seigneur de Saint-Waast, malgré le privilège royal de la Société Desandrouin-Taffin.

### Attaques réciproques
À côté de la discussion du droit vient l'explication des faits. Les deux compagnies sont, sur ce terrain, d'une égale violence. Le marquis de Cernay reproche aux premiers entrepreneurs de s'être donné dès l'origine, et avant même d'avoir fait aucuns travaux, « comme des gens uniques et tout occupés de l'utilité publique, comme des gens experts dont le talent pour la fouille des mines, avait fait faire la découverte des mines de charbon dans les environs de Valenciennes et de Condé ». Il va même jusqu'à prétendre que le privilège obtenu par la Société Desandrouin-Taffin n'a en rien été utile au pays, soit par l'indolence du privilégié, soit par son insuffisance à fournir son entreprise, soit parce que « avoir en France le privilège d'une mine de charbon, est, pour un étranger qui en a plusieurs à Charleroi, pays Autrichien, une pièce de parade et un surtout auquel il n'ose toucher et qu'il a intérêt à conserver longtemps, afin de faire fleurir et valoir entretemps ses mines étrangères de Charleroi, où il réside et où il a établi toute sa fortune ».
La Société Desandrouin-Taffin accuse aussi la Société de Cernay d'avoir faussement annoncé la découverte de la houille à Raismes. Elle accuse en outre le marquis de Cernay d'avoir caché que la terre de Raismes était renfermée dans son privilège et d'avoir laissé ignorer que la terre de Raismes était voisine des travaux d'Anzin. Le marquis de Cernay répond il est vrai, que cette imputation était calomnieuse, que dans sa requête, déposée au greffe du conseil, il a rappelé les limites du privilège de la Société Desandrouin-Taffin, et déclaré formellement « que toute la seigneurie du remontrant s'y trouve renfermée ». Mais cette requête, qu'il reproduit dans son mémoire, n'est en rien semblable à celle qui précède l'arrêt de concession et où ce fait est omis.
Jean-Jacques Desandrouin a dit de la Société de Cernay qu'une excessive ambition lui tenait lieu de talent ; qu'elle a débuté en débouchant ses meilleurs ouvriers ; que c'est sur leurs révélations qu'elle est venue se placer à coup sûr au centre de ses travaux, après avoir fait le simulacre d'une recherche sur Raismes. Le marquis de Cernay répond en faisant l'éloge de ses associés, puis il accuse Jean-Jacques Desandrouin, qui a, en 1725, tenté sur Petite-Forêt (anciennement Aubry-du-Hainaut), deux puits (la fosse du Sars), encore submergés, d'en avoir fait ouvrir une troisième dans la direction de ces travaux, et de ceux de la nouvelle compagnie, afin d'inonder ses derniers. « Il fit ouvrir, dit-il, près de ces deux gouffres, une nouvelle fosse avec tant de diligence, que, du mois de juin à celui de septembre, elle fut achevée, malgré l'opposition du seigneur d'Aubry, et, Pendant l'instruction du procès avec de seigneur, il acheva sa manœuvre. Cette fosse ne manqua pas d'être incessamment remplie d'eau, elle n'avait été ouverte qu'à cette fin. Le sieur Desandrouin se garda bien, comme l'on sait, de travailler à l'épuiser, puisqu'elle devait servir de magasin pour submerger et inonder la fosse de Raismes. Son dessein lui réussit au parfait, il en était tellement assuré qu'il voulut parier un million que le marquis de Cernay ne vaincrait jamais les eaux. Il a fallu tous les talents du sieur Renault pour en venir à bout ».
D'aussi graves accusation, portées contre des hommes également honorables, décèlent un état d’irritation peu ordinaire. Le marquis de Cernay, pour une visite à faire sur les fosses d'Anzin par des commissaires, en vertu d'une ordonnance de l'intendant, a cru devoir requérir main-forte, et faire accompagner ces commissaires par la maréchaussée. Jean-Jacques Desandrouin fait observer, à la vérité, qu'il a, dans tous les temps, ordonné à ses travailleurs d'être circonspects envers ceux de Raismes ; mais il ajoute qu'ils lui ont obéi jusque-là, quoique plusieurs fois ils aient été provoqués jusque sur leurs travaux par les ouvriers de la nouvelle compagnie.

### Fondation de la Compagnie des mines d'Anzin
Cependant, le procès n'a pas été jugé au Conseil d'État. Une transaction a eu lieu entre les parties en 1757, il s'opère entre les compagnies une fusion d'intérêt qui donne naissance à la Compagnie des mines d'Anzin.